# Вінож
Ві́нож — село в Україні, у Вендичанській селищній громаді Могилів-Подільського району Вінницької області. Складається з трьох історичних частин, які мають мальовничі назви: Балки, Кутяни та Камаківка. Населення становить менше 100 осіб (переважно — люди пенсійного віку).
Найближча станція Немерчі. На станції двічі на день зупиняється поїзд «Жмеринка — Могилів-Подільський». Відстань до станції 2 км, до автотраси — 5 км.

## Географія
У селі річка Безіменна впадає у Лядову.

## Історія
За переказами старожилів, на місці сучасного села Вінож було містечко Віножаті або Віногради, назване від багатьох виноградників. Містечко утворилось приблизно у 1295 році. На території поселення було 3 церкви. По річці Лядова розміщалось 7 млинів. Містечко Віногради мало 6 магазинів. Однак згодом містечко було зруйноване татарами.
Частину земель Вінозька поміщиця Колосовська наприкінці 19 століття, за несплату до казни податків змушена була продати на аукціоні. Цю землю придбали переселенці із Кам'янця. Місце заселення почали називати Кам'янецькі Хутори. 
7 (20) листопада 1917 року, відповідно до Третього Універсалу Української Центральної Ради, увійшло до складу Української Народної Республіки.
До Жовтневого перевороту 1917 року в селі Вінож нараховувалось 1282 чол. населення. 
У 30-х роках 20 століття перейменовано на Ленінську Слободу. 
12 червня 2020 року, відповідно до Розпорядження Кабінету Міністрів України від № 707-р «Про визначення адміністративних центрів та затвердження територій територіальних громад Вінницької області», увійшло до складу Вендичанської селищної громади.

19 липня 2020 року, в результаті адміністративно-територіальної реформи та ліквідації Могилів-Подільського району (1923 — 2020), село увійшло до складу новоутвореного Могилів-Подільського району.

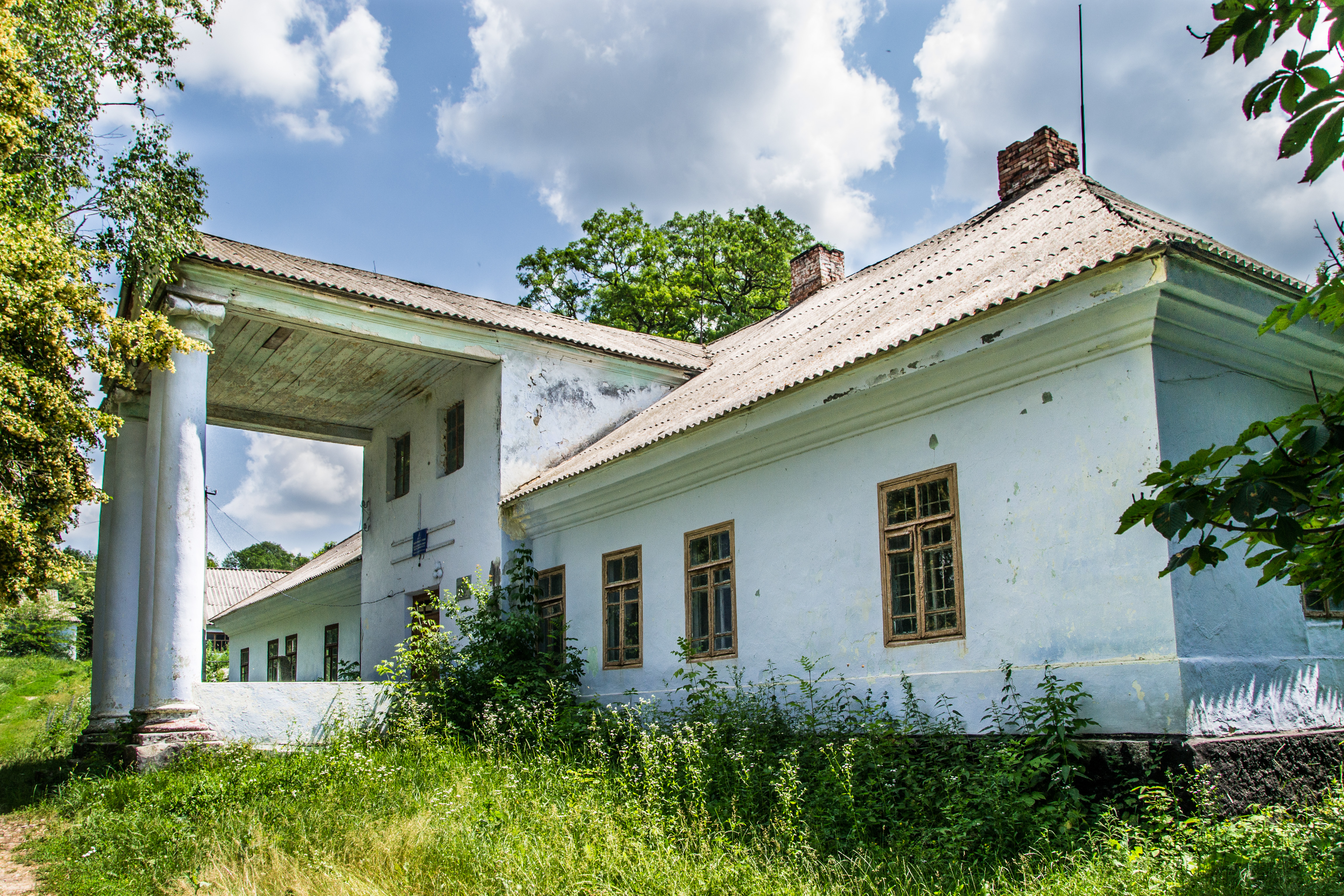
Садибний будинок Колосовських 19 ст.

## Релігія
православна церква утвердилась в селі у 1795 році. Її засновником був поміщик пан Бінькевич. Для церкви він придбав дзвін вагою 300 пудів. Був і греко-католицький священик, який утримувався за кошти поміщика. Існувала церковна школа, навчання велось церковнослов'янською мовою.

## Пам'ятки
Сьогодні село має декілька пам'яток:
- «Церква Різдва Богородиці». Збудована 1760 року у вигляді дерев'яного храму. Згоріла 1830 року. Нове приміщення церкви було відновлено 1854 року разом із дзвіницею вже з каменю. Новий іконостас храм має з 1896 року. Сьогодні це храм Української православної церкви.
- «Садиба Колосовських». Складається з житлового будинку (збудований приблизно в середині XIX ст.) з чотирма «римськими колонами» біля центрального входу, а також парку з плодовими деревами та алею ялин віком приблизно до ста років. Сільська рада використовувала садибу як приміщення для початкової школи.
- «Панський жолоб». Джерело питної води, яке під великим тиском пробивається на поверхню через кам'яні породи. Джерело діє понад два століття. Джерело популярне серед місцевих жителів і гостів села.

## Відомі уродженці
- Дзигівський Іван Іванович (нар. 1941) — конструктор артилерійських систем. Головний конструктор, начальник відділу артилерійських систем ЗАТ «Спеціальне конструкторське бюро» ОАО «Мотовиліхинські заводи». Орден «Знак Пошани» — 1982 р. Почесний машинобудівник. За його безпосередньої участі розроблені й прийняті на озброєння системи «Гіацинт», «Нона», комплекси «Ураган» і «Смерч». Розроблена пускова установка для запуску протиградових ракет «Алан-2». Автор 22 винаходів, підтверджених 8 авторськими свідоцтвами і 14 патентами Росії.

## Цікаві факти
За радянських часів у селі проводились геологічні розробки. Виявлено прояви міді, цинку, свинцю. Деколи вміст поліметалів у пробах сягав промислових масштабів.